# Saint-Christ-Briost
Saint-Christ-Briost  (picardisch Saint-Cri-Briou) ist eine nordfranzösische Gemeinde mit 429 Einwohnern (Stand 1. Januar 2022) im Département Somme in der Region Hauts-de-France im Norden von Frankreich. Die Gemeinde gehört zum Arrondissement Péronne und ist Teil des Gemeindeverbandes Est de la Somme.

## Geographie
Die Gemeinde liegt an der Départementsstraße D45 nördlich der Autoroute A29 östlich der Somme und des Canal de la Somme (Ortsteil Saint-Christ) und westlich der Somme (Ortsteil Briost). Auch der Sommezufluss Omignon, der etwas unterhalb bei Brie mündet, durchquert den Ort. Die im Personenverkehr nicht mehr bediente Bahnstrecke von Saint-Just-en-Chaussée nach Douai über Chaulnes und Péronne berührt den Nordrand von Briost.

## Sehenswürdigkeiten
- Die Kapelle Notre-Dame-de-la-Nativité ist seit 1922 als Monument historique klassifiziert.[1]
- Der alte Friedhof ist seit 1926 als Monument historique klassifiziert.[2]

| 1962 | 1968 | 1975 | 1982 | 1990 | 1999 | 2006 | 2018 |
| ---- | ---- | ---- | ---- | ---- | ---- | ---- | ---- |
| 323  | 337  | 341  | 360  | 404  | 408  | 446  | 434  |

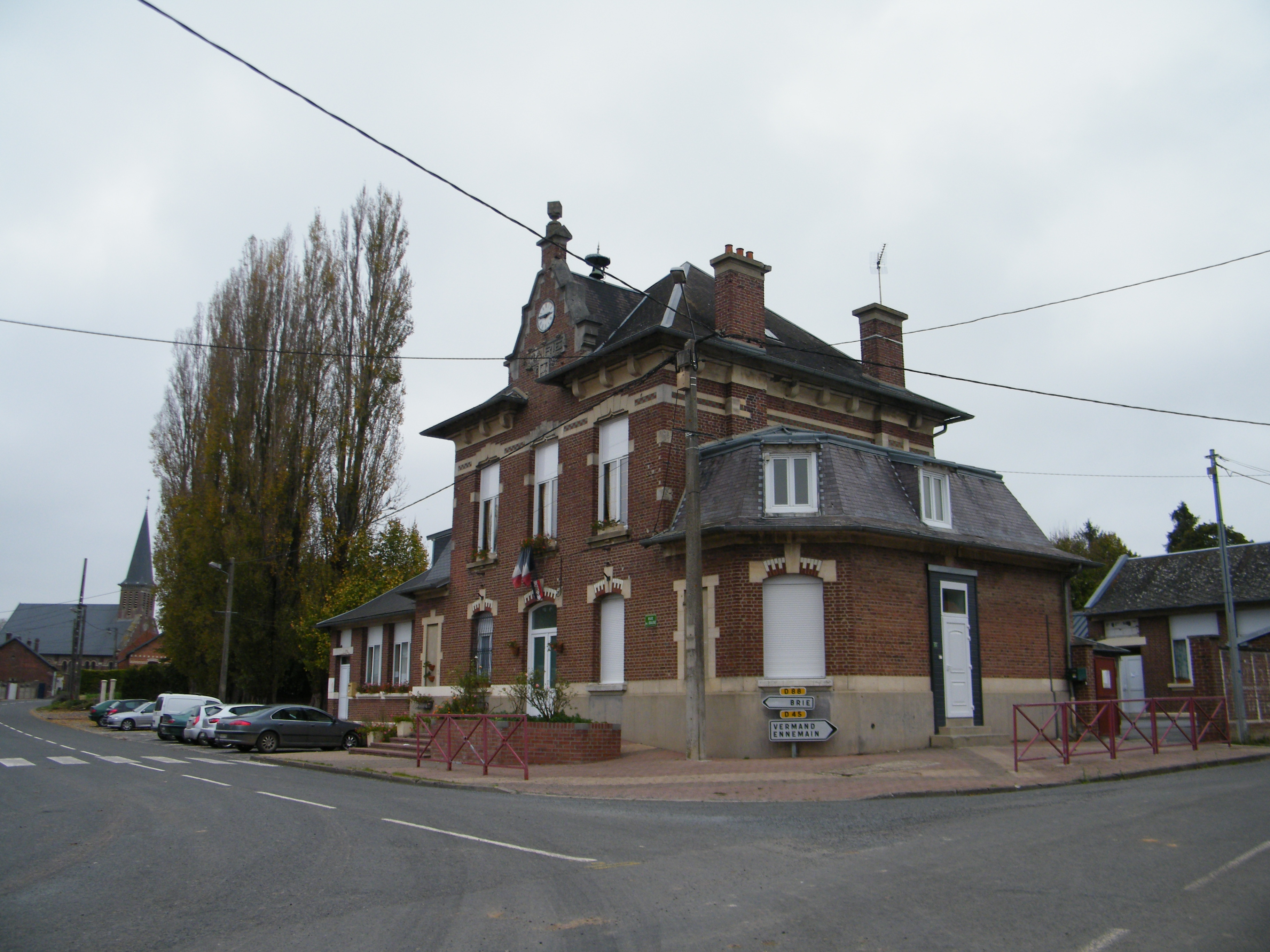
Mairie Saint-Christ-Briost
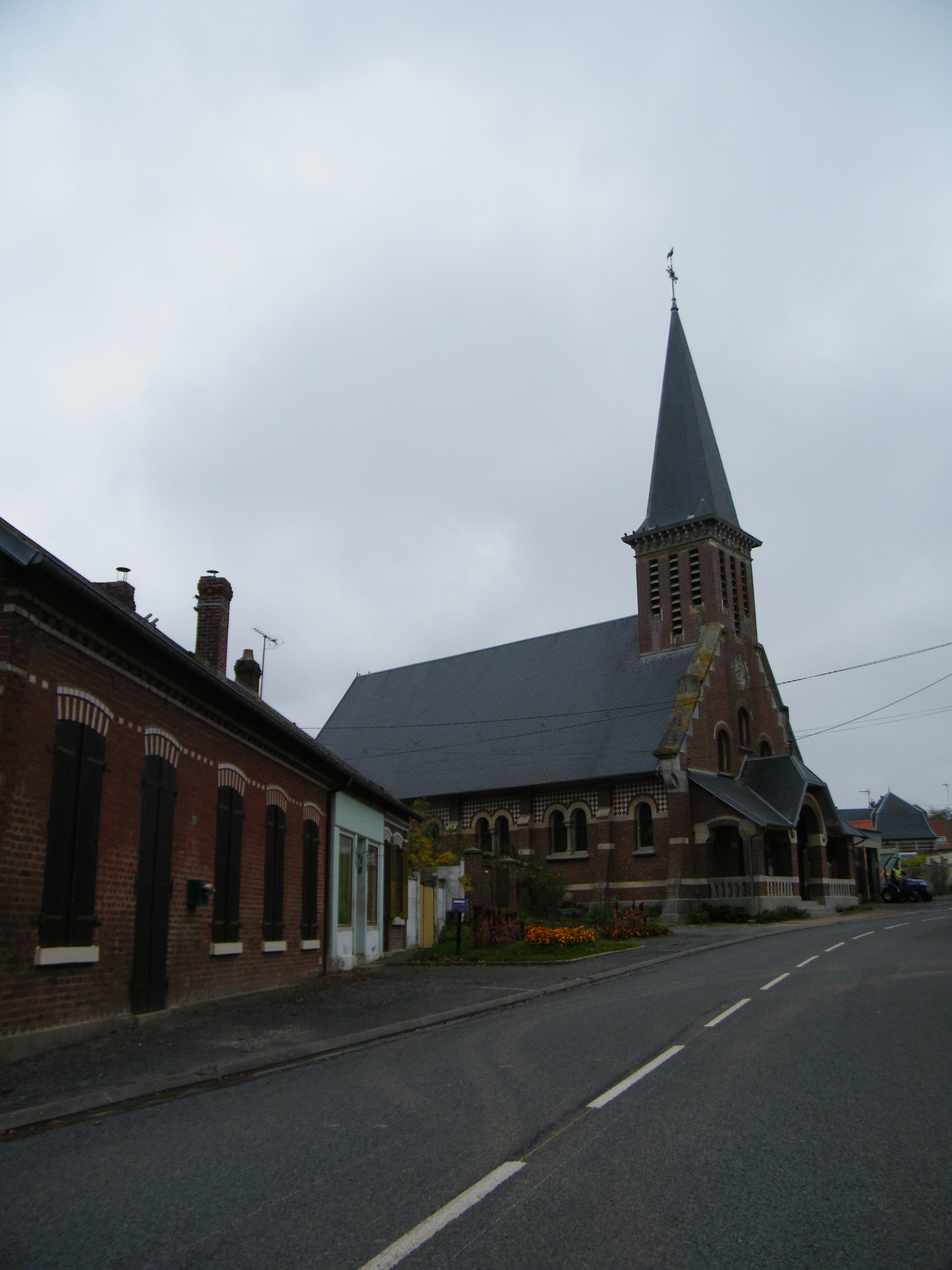
Kirche Sainte-Jules
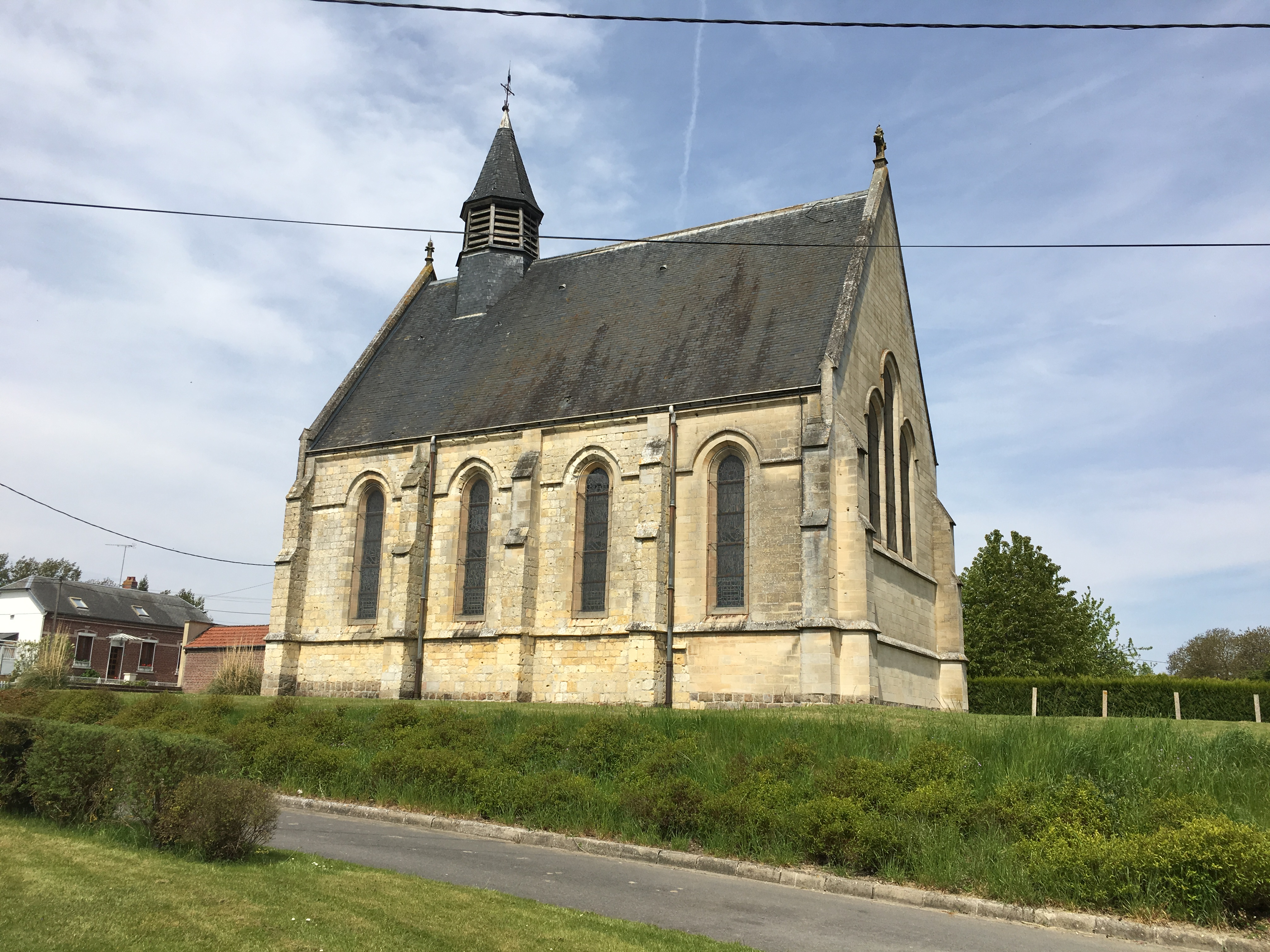
Kapelle Notre-Dame-de-la-Nativité